# کاتلین ساترلند
کاتلین ساترلند (انگلیسی: Cathleen Sutherland) یک تهیه‌کننده فیلم آمریکایی است. او نامزد جایزه اسکار در دسته بهترین فیلم برای فیلم پسرانگی در هشتاد و هفتمین دوره جوایز اسکار بود.